# 中环广场 (上海)

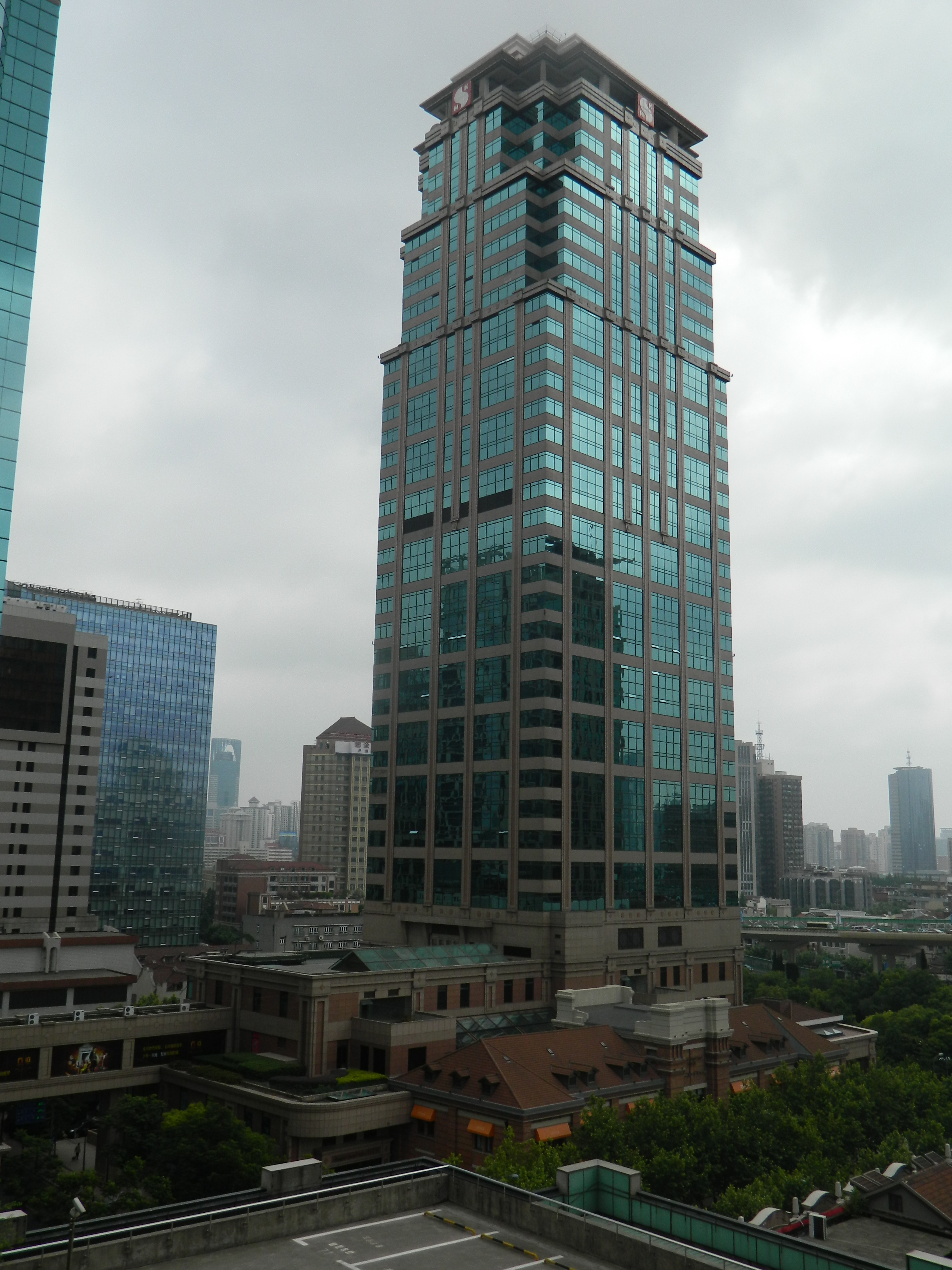
中環廣場外觀

中環廣場（Central Plaza），位於上海黄浦區淮海中路381號。 佔地約8,000平方米，發展面積為53,000平方米。上海中環廣場樓高38層，商場首4層佔12,000平方米，地庫為停車場，而上層寫字樓29層佔41,000平方米。地產發展商為香港新鴻基地產發展有限公司。

## 商場
中環廣場商場樓高4層，原為法租界公董局，主要商店包括星巴克、琉璃工房專門店、金牛苑、多間中檔次時裝店、美容中心及髮廊等。商場頂層早年曾設有佔地2,000平方米中式酒樓，不過已結業多年，現已全面空置。由於中环广场附近建有多個大型商場，在互相競爭下，中環廣場商場人流較為稀疏。
大樓商場部分於2017年起陸續開始裝修工程，一二層商舖都已結業。截止2019年5月，裝修工程仍未結束。

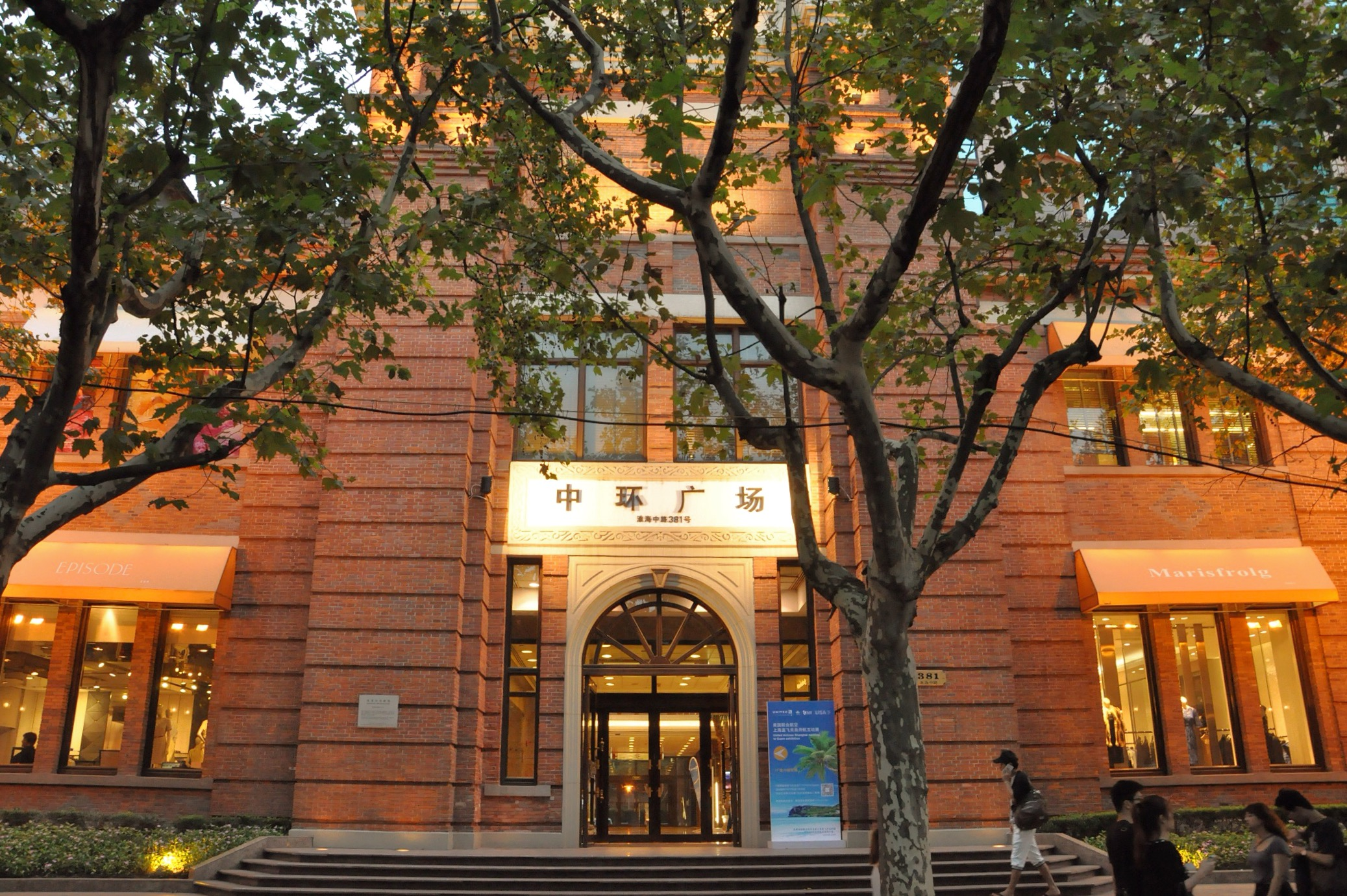
商场部分为原法租界公董局大楼
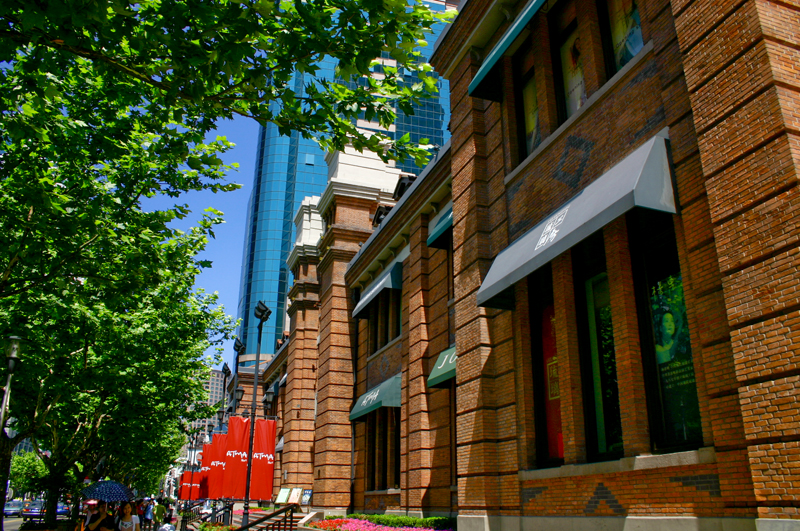
淮海中路侧部分
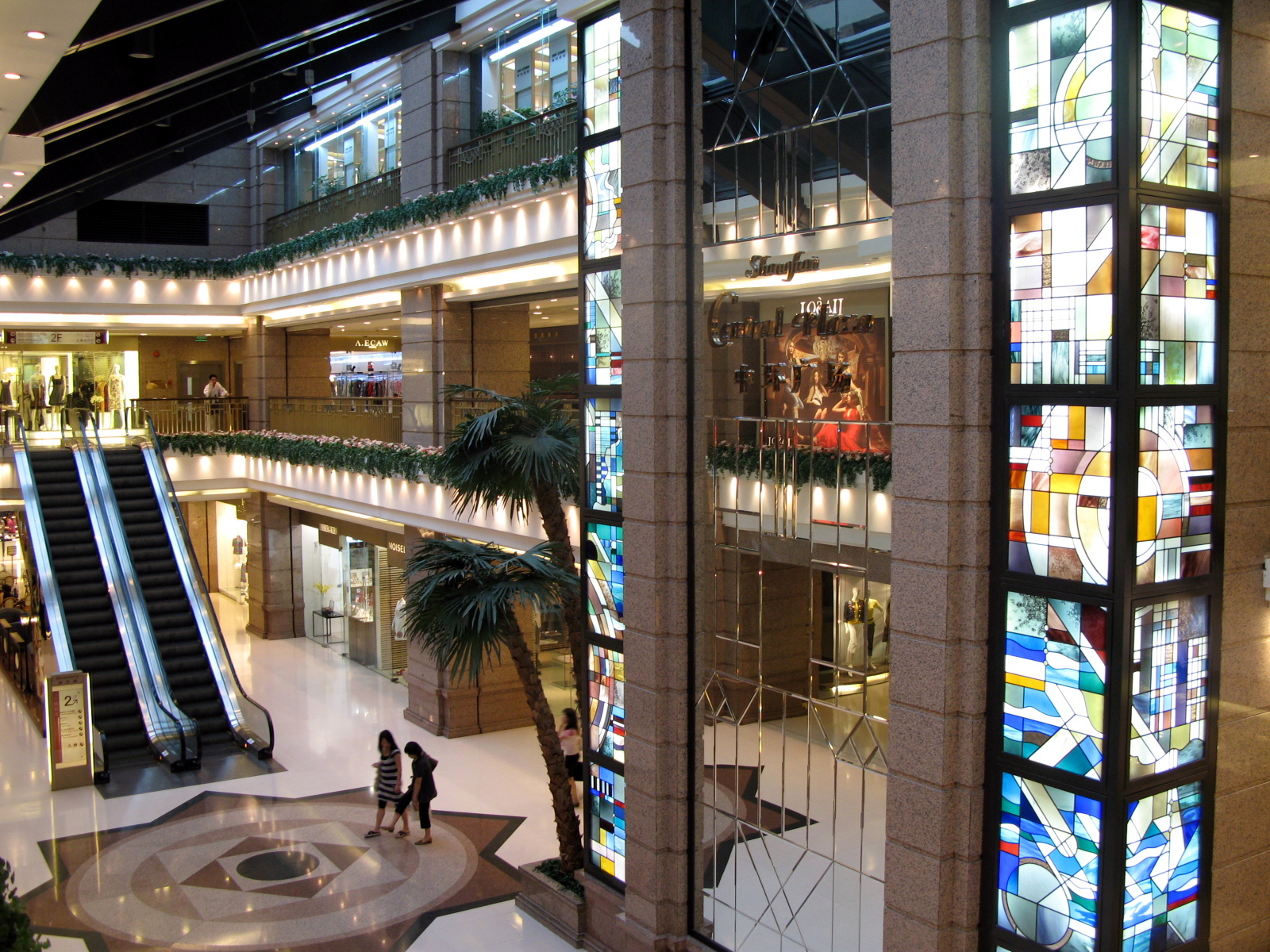
商場中庭
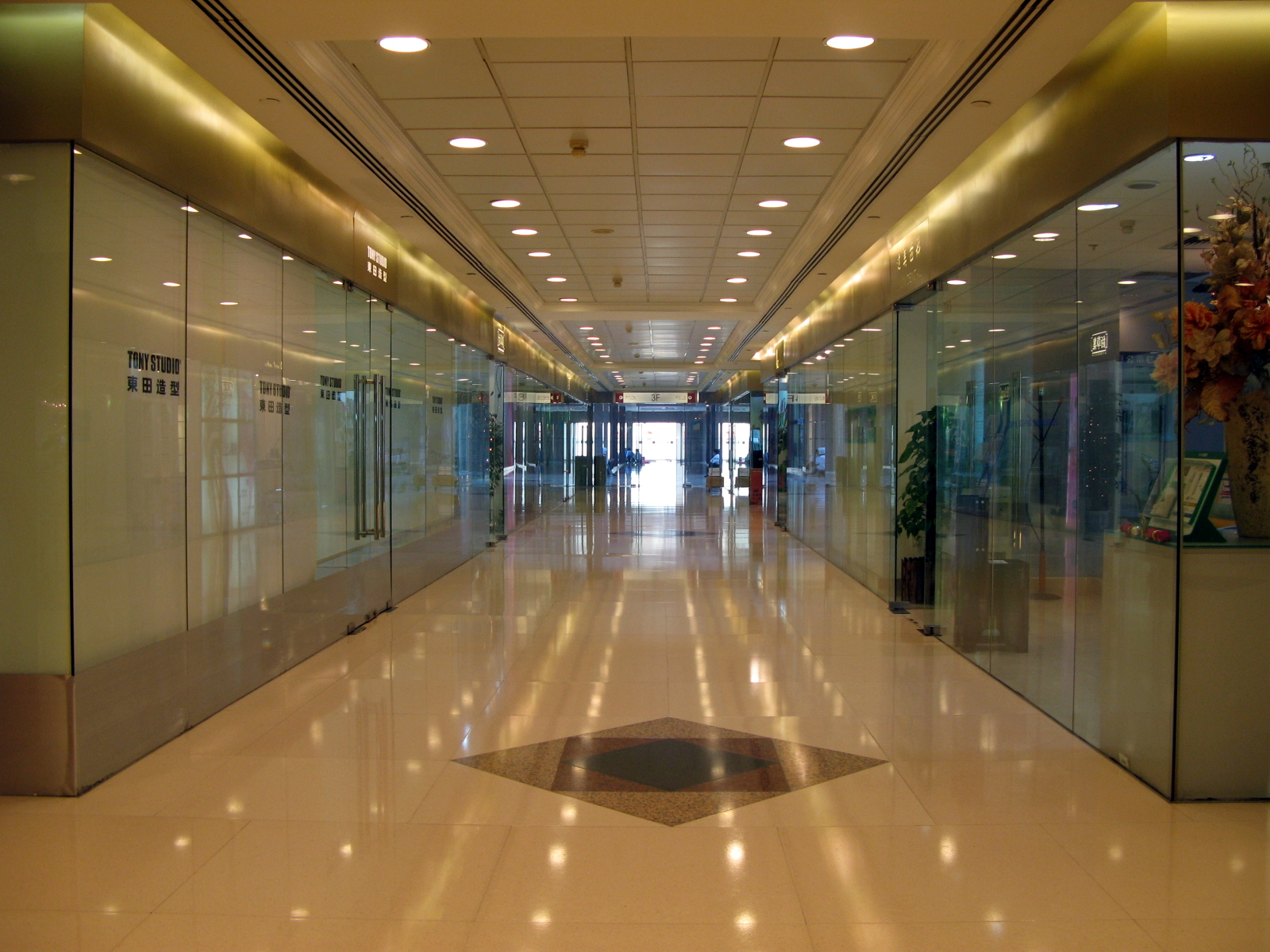
商場通道
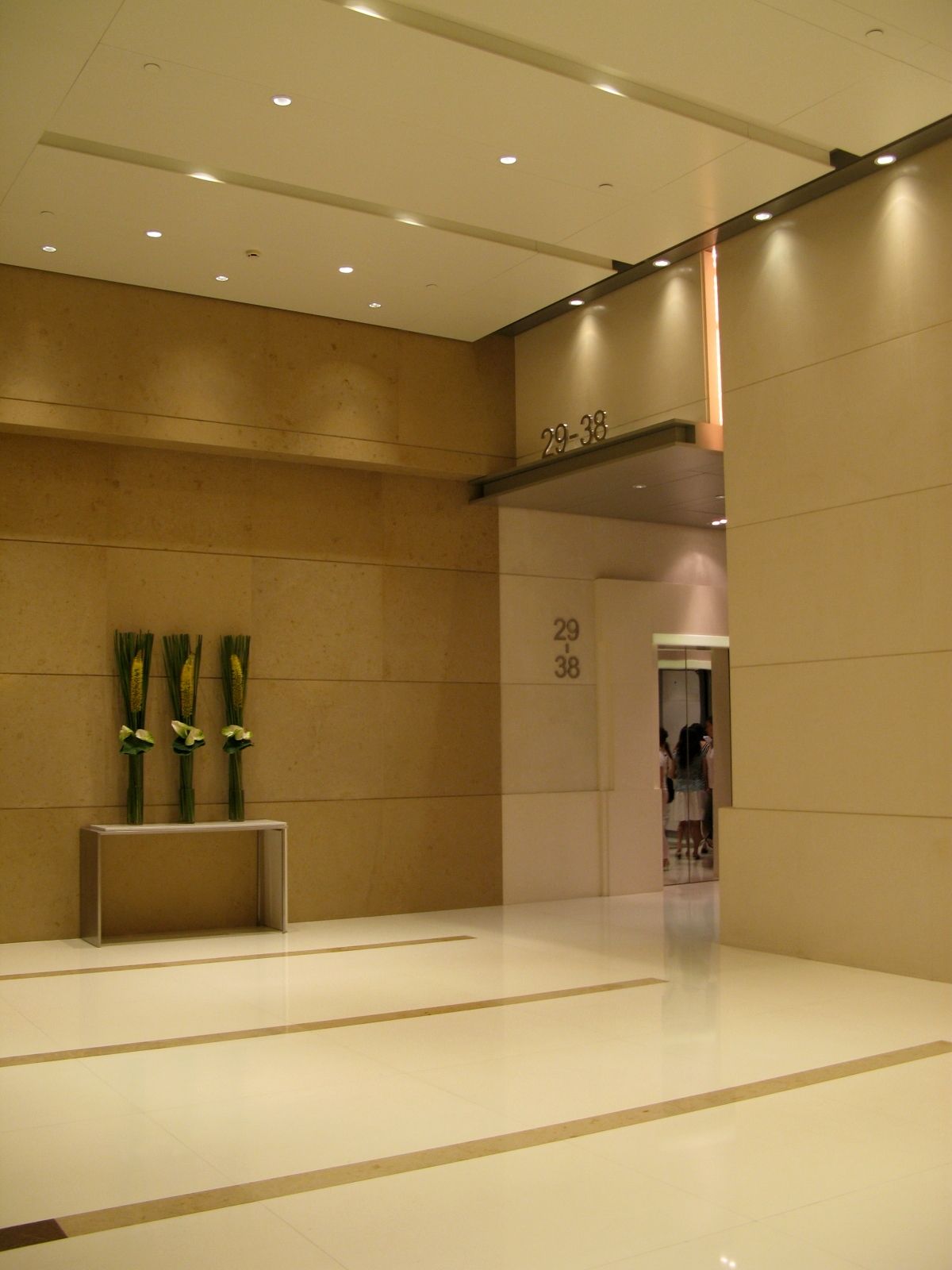
寫字樓升降機大堂

## 交通
- 上海地铁：1號線、14号线一大会址·黄陂南路站。

## 外部連結
- 新鴻基地產（页面存档备份，存于）